# 川名 (藤沢市)
川名（かわな）は、神奈川県藤沢市東端に位置する地名。旧鎌倉郡津村郷川名村にあたる。現行行政町名としては住居表示実施済みの川名一丁目及び川名二丁目と未実施の川名（大字）がある。

## 地理
北は柏尾川南岸を境に弥勒寺・宮前と接し、西は境川の西岸を境に鵠沼と接する。南は新林公園（後述）付近を境に片瀬山と接し、東、東南は川名緑地（後述）・東レ基礎研究所・神奈川県立深沢高等学校を結ぶ線を境に鎌倉市手広・津と接する。
柏尾川と境川の合流点に位置するため、川岸は古くから水害に悩まされてきた一方、そのほかの地域は第三紀層で構成された丘陵だったため旱魃に悩まされた。
かつては住民のほとんどが農家で、周辺は田畑しかなかったが、高度経済成長期以降急速に開発が進み、丘陵の多くは切り崩され神奈川県道32号藤沢鎌倉線沿線を中心に工場・高層集合住宅・商業施設などが立ち並ぶようになった。
一方開発を免れた南側は標高60メートル程度の丘陵が残り、自然が残っているエリアとなっている。 →川名緑地、新林公園

### 地価
住宅地の地価は、2023年（令和5年）1月1日の公示地価によれば、川名字通町592番2外の地点で15万2000円/m2となっている。

## 世帯数と人口
2023年（令和5年）9月1日現在（藤沢市発表）の世帯数と人口は以下の通りである。
| 丁目       | 世帯数    | 人口    |
| ---------- | --------- | ------- |
| 川名一丁目 | 2,035世帯 | 4,642人 |
| 川名二丁目 | 797世帯   | 1,676人 |
| 川名三丁目 | 264世帯   | 618人   |
| 計         | 3,096世帯 | 6,936人 |

### 人口の変遷
国勢調査による人口の推移。
| 年                 | 人口  |
| ------------------ | ----- |
| 1995年（平成7年）  | 3,646 |
| 2000年（平成12年） | 3,711 |
| 2005年（平成17年） | 5,990 |
| 2010年（平成22年） | 5,928 |
| 2015年（平成27年） | 5,910 |
| 2020年（令和2年）  | 6,653 |

### 世帯数の変遷
国勢調査による世帯数の推移。
| 年                 | 世帯数 |
| ------------------ | ------ |
| 1995年（平成7年）  | 1,462  |
| 2000年（平成12年） | 1,516  |
| 2005年（平成17年） | 2,393  |
| 2010年（平成22年） | 2,469  |
| 2015年（平成27年） | 2,532  |
| 2020年（令和2年）  | 2,906  |

## 学区
市立小・中学校に通う場合、学区は以下の通りとなる（2015年6月時点）。
| 大字・丁目 | 番地 | 小学校             | 中学校             |
| ---------- | ---- | ------------------ | ------------------ |
| 川名       | 全域 | 藤沢市立新林小学校 | 藤沢市立村岡中学校 |
| 川名一丁目 | 全域 | 藤沢市立新林小学校 | 藤沢市立村岡中学校 |
| 川名二丁目 | 全域 | 藤沢市立新林小学校 | 藤沢市立村岡中学校 |

## 事業所
2021年（令和3年）現在の経済センサス調査による事業所数と従業員数は以下の通りである。
| 丁目       | 事業所数  | 従業員数 |
| ---------- | --------- | -------- |
| 川名一丁目 | 47事業所  | 281人    |
| 川名二丁目 | 58事業所  | 2,345人  |
| 川名三丁目 | 23事業所  | 379人    |
| 計         | 128事業所 | 3,005人  |

### 事業者数の変遷
経済センサスによる事業所数の推移。
| 年                 | 事業者数 |
| ------------------ | -------- |
| 2016年（平成28年） | 116      |
| 2021年（令和3年）  | 128      |

### 従業員数の変遷
経済センサスによる従業員数の推移。
| 年                 | 従業員数 |
| ------------------ | -------- |
| 2016年（平成28年） | 2,991    |
| 2021年（令和3年）  | 3,005    |

## 交通

### バス
- 江ノ島電鉄・江ノ電バス
  - 藤沢営業所

### 道路
- 南藤沢交差点 - 国道467号
- 南藤沢交差点 - 神奈川県道32号鎌倉藤沢線（終点）
- 川名交差点 - 神奈川県道312号田谷藤沢線（終点）

### 旧道
- 江の島道

## 歴史
川名地区南部の清水遺跡からは旧石器時代後期の石器（表面採集＝礫器・剥片）が出土している。
川名の台地部分には縄文時代から弥生時代・古墳時代にかけての遺跡が横穴墓を中心に複数存在し、古くからこのあたり一帯に集落が存在した事が証明されている。
平安時代になると川名は御霊神社など村岡平氏ゆかりの史跡が残る事や、村岡平氏の本拠（村岡郷）に近かった事などから、村岡平氏の支配下にあった事が推測できるが、確証となるような史料はない。
大庭御厨成立後から鎌倉時代初期ごろまでは大庭氏の影響下にあったと推測されている。
戦国時代、川名は後北条氏の支配下となり、永禄年中には大谷彦次郎が知行していた事が役帳に残されている（神光寺付近の小字に「殿屋敷」というものがあるが、このあたりに大谷氏の屋敷が存在したと推測されている。『新編相模国風土記稿』が作られたころにはこの大谷氏の屋敷跡が遺跡として残っていたようである）。後北条時代の川名は境川沿いに諸役を免除した市場がおかれ、また御霊神社・神光寺付近にも門前町が存在し、栄えていたという。
1591年（天正18年）小田原征伐により後北条氏が没落すると、川名は徳川家康の支配下となり、以降1694年（元禄7年）に旗本の井上左太夫（井上貞高）の知行となるまでは天領だった。近世期の川名は谷戸田や深田などが多く、もともと米の収穫量が少なかったが、柏尾川の氾濫による水害、灌漑設備の未発達による旱害によりたびたび困窮した。また藤沢宿の定助郷にも指定されていた事もこの困窮に輪をかける事になる。
幕末になると異国船警護役を受けた川越藩や彦根藩が知行した。このため川名の村民は異国船警護の人足としても徴発されるようになったため、さらに困窮し、藤沢宿の助郷免除の訴えを起こすにまでいたった。
1889年（明治22年）の町村制施行に伴い、川名村は村岡郷五か村（小塚村・高谷村・宮前村・弥勒寺村・柄沢村）と合併し、川名は村岡村の大字となった。1941年（昭和16年）、村岡村が藤沢市に合併されて川名は藤沢市の大字となる。1966年（昭和41年）10月1日に川名の一部に住居表示が実施され一部が川名一丁目・二丁目として分立。以降、川名一丁目・二丁目と川名が共存した状態となり現在に至っている。

## 史跡

### 御霊神社
御霊神社は川名村の鎮守で、創建は天慶4年（941年）で宮前にある御霊神社を分社したものと伝わる。宮前のものと区別するために「川名御霊神社」と呼ぶ場合もある。正しい読みは「ごりょうじんじゃ」だが、地元では「ごれいじんじゃ」と読む事の方が多い。
御霊信仰にもとづき早良親王を祭神とし、また郷土の英雄の鎌倉景正や疱瘡神なども祀られている。毎年9月に行われる例大祭では人形山車と共にお囃子（川名屋台ばやし）が町内を練り歩く。なお川名屋台ばやしは1976年4月15日に藤沢市の無形民俗文化財に指定された。
毎年1月にさいと焼き（左義長）が行われる。

### 神光寺
神光寺は古義真言宗の寺で江戸時代は青蓮寺の末寺だった。1851年（嘉永4年）に付近の寺、大勝寺を合併し、今にいたる。読みはじんこうじで山号は稲荷山影向院（いなりさんようごういん）。なお、廃寺になった大勝寺にあった川名地蔵堂には相模国準四国八十八箇所第74番札所の弘法大師坐像が安置されていたが、現在は神光寺境内の参道左手に大師堂が建てられ、移されている。

### 横穴墓群・やぐら
神光寺脇などの丘陵部に複数存在する。横穴墓は古墳時代～奈良時代にかけての墓で、やぐらは鎌倉時代のものである。川名付近には他にも縄文時代から平安時代ぐらいまでの遺跡が多数存在している。「神光寺横穴古墳（横穴墓）群」は、1977年（昭和52年）4月13日、藤沢市の史跡に指定された。

## 観光地

### 川名緑地
川名緑地は川名南部に位置する1.5haほどの緑地で藤沢市が環境を保全しているエリアである。宅地化・工業化が進む周辺地域から隔絶し、田畑が立ち並び豊かな自然の残るエリアとなっている。特に最奥部の川名清水谷戸にはキジやカワセミ、フクロウなど多種類の野生生物がすみ、中にはヤマトセンブリなどの希少種も確認される。
川名交差点が終点となる神奈川県道312号田谷藤沢線は、当初の計画では川名緑地を越え国道134号に接続する予定だったが、豊かな自然を破壊すると地域住民の反対運動が起こったため、川名・国道134号間の建設計画は一時白紙となったが、トンネル化案が示され復活の方向にあり、問題が再燃している。

## その他

### 日本郵便
- 郵便番号 : 251-0015[3]（集配局 : 藤沢郵便局[21]）。